# James Colomina
 (avril 2021).
La mise en forme du texte ne suit pas les recommandations de Wikipédia : il faut le « wikifier ».
Les points d'amélioration suivants sont les cas les plus fréquents :
- Les titres sont pré-formatés par le logiciel. Ils ne sont ni en capitales, ni en gras.
- Le texte ne doit pas être écrit en capitales (les noms de famille non plus), ni en gras, ni en italique, ni en « petit »…
- Le gras n'est utilisé que pour surligner le titre de l'article dans l'introduction, une seule fois.
- L'italique est rarement utilisé : mots en langue étrangère, titres d'œuvres, noms de bateaux, etc.
- Les citations ne sont pas en italique mais en corps de texte normal. Elles sont entourées par des guillemets français : « et ».
- Les listes à puces sont à éviter, des paragraphes rédigés étant largement préférés. Les tableaux sont à réserver à la présentation de données structurées (résultats, etc.).
- Les appels de note de bas de page (petits chiffres en exposant, introduits par l'outil «  Source ») sont à placer entre la fin de phrase et le point final[comme ça].
- Les liens internes (vers d'autres articles de Wikipédia) sont à choisir avec parcimonie. Créez des liens vers des articles approfondissant le sujet. Les termes génériques sans rapport avec le sujet sont à éviter, ainsi que les répétitions de liens vers un même terme.
- Les liens externes sont à placer uniquement dans une section « Liens externes », à la fin de l'article. Ces liens sont à choisir avec parcimonie suivant les règles définies. Si un lien sert de source à l'article, son insertion dans le texte est à faire par les notes de bas de page.
- La présentation des références doit suivre les conventions bibliographiques. Il est recommandé d'utiliser les modèles {{Ouvrage}}, {{Chapitre}}, {{Article}}, {{Lien web}} et/ou {{Bibliographie}}. Le mode d'édition visuel peut mettre en forme automatiquement les références.
- Insérer une infobox (cadre d'informations à droite) n'est pas obligatoire pour parachever la mise en page.

Pour une aide détaillée, merci de consulter Aide:Wikification.
Si vous pensez que ces points ont été résolus, vous pouvez retirer ce bandeau et améliorer la mise en forme d'un autre article.
James Colomina est un « Street artiste humaniste », connu pour ses sculptures de personnages rouges réalisées à partir de moulages corporels qu'il place dans l'espace public de manière sauvage. Ses œuvres questionnent la société et le politique au travers d'une poésie corrosive.

## Installations
James Colomina a notamment placé des sculptures en France et à l'étranger.
À Paris, le premier jour de l'hiver, il installe Emmanuel Macron sur le quai Valmy, sous une tente avec les sans abris, ou encore devant le Sénat à propos du consentement sexuel. Il met L'enfant au bonnet d'âne dans une niche du pont Marie sous le Pont Mirabeau,. Place Arago, il place L'homme à la fleur avec un message écologique. Sur le parvis du Trocadéro, Le migrant ; La petite observatrice ou Le passager pour le premier jour des soldes au Bon Marché.
Dernièrement sur le café de la Gare il a installé les petits veilleurs en hommage aux victimes des attentats du 13 novembre. En décembre 2021, il installe une sculpture d'Éric Zemmour avec un bonnet de Père Noël sur un pot du musée du Louvre pour interroger sur la présence du polémiste dans le débat politique.
À Toulouse, sa ville de naissance, il installe d'abord l'enfant au bonnet d'âne dans le dégueuloir du pont Neuf, L'enfant d'AZF, La petite observatrice, L'Homme à la tête de Pomme sur le socle vide de la sculpture de Jeanne d'Arc. Il réalise d'autres œuvres comme Le lance cœur et L'attrape cœur, ainsi que Le migrant au musée des Abattoirs, Le voyageur sur le toit ou Le passager pendant le confinement.
À l'étranger, il expose : aux États-Unis (San Francisco, Los Angeles, New York), en Europe (Espagne, Italie, Suisse, et récemment sur le mur de Berlin pour l'anniversaire de sa chute).
En janvier 2022, pour la commémoration de l'abolition de l'esclavage en Espagne, il installe "Humanity" sur le socle où la statue de l'esclavagiste Antonio Lopez avait précédemment été retirée. L'artiste explique : "ceci est un symbole de la relation positive entre les Hommes, peu importe la couleur de peau, le sexe, la religion... la différence est une richesse".
Au mois d'avril 2022, il s'exprime à propos de la guerre en Ukraine avec " l'enfant à la rose ". Cette sculpture témoigne à sa façon de « la fragilité de la vie ». Avec sa fleur qui bouche le canon, « pour donner plus d’importance à la rose qu’au fusil », elle entend aussi et surtout « défendre la paix ».
Le conflit se poursuivant, James Colomina installe sans autorisation une sculpture représentant Vladimir Poutine sur son char en jouet dans le bac à sable des enfants des Jardins du Luxembourg à Paris « Cette sculpture a pour but de dénoncer l’absurdité de la guerre et le courage des enfants face aux situations violentes et catastrophiques qu’ils n’ont pas déclenchées »
Vladimir se déplace ensuite à Barcelone dans le bac à sable du Jardin Joan Miró, puis à Central Park, New York City.
Fin 2022, on retrouve Vladimir à Londres à Regent'sPark, et on découvre un enfant sur la Mansion's House qui interroge sur la fragilité de la planète. James Colomina initie également une réflexion sur la banalisation de la surveillance au travers des caméras.
Pour le triste anniversaire de l'invasion de l'Ukraine par la Russie, Vladimir sera installé à Bruxelles à proximité du Parlement Européen (Parc Leopold). James Colomina y poursuit également son travail autour des caméras qu'il installe Place Jourdan et montre pour la première fois une sculpture de la Colombe de la Paix revisitée : « La paix a besoin de l’action humaine et de la solidarité des hommes pour la protéger ».
La guerre se poursuit et Vladimir est installé le 3 août 2023 à Rome, ville Impériale, au sein du parc de la Villa Borghese.
Au mois de septembre 2023, il installe à Venise une Madone avec un masque et un tuba afin de sensibiliser à la montée des eaux liée au réchauffement climatique qui menace la Ville des Amoureux. Elle s'intitule "la Vierge Rouge" et se trouve dans une niche au dessus du Pont du Loup (Ponte del Lovo) 
En Décembre 2023 , Il installe dans le quartier des Halles à Paris une nouvelle sculpture en résine rouge. Pour sensibiliser le passant aux abus des fêtes. Cette sculpture représente un Père Noël entièrement rouge, en train de faire les poubelles, tenant entre ses mains des sacs-poubelles emballés comme des cadeaux.
Le 8 février 2024, l’artiste toulousain installe, sans autorisation, une nouvelle œuvre sur les Ramblas de Barcelone. Un espoir de paix dans le conflit israélo-palestinien. "C’est une illustration symbolique où les enfants de chaque camps tamponnent avec leurs mains un symbole de paix en une œuvre commune", explique James Colomina,,.
Dans la nuit du 16 au 17 mai 2024, lors du passage de la flamme Olympique à Toulouse, James Colomina a installé "le pêcheur aux anneaux" dans la Ville Rose. L'œuvre invite à la réflexion sur l'exploitation et la commercialisation des évènements sportifs mondiaux. La figure du pêcheur symbolise la capture et l'appropriation des valeurs olympiques à des fins lucratives,.
Lors d'une performance artistique, le 10 juillet 2024 à Paris, il monte un stand de mise en vente de 50 bouteilles d' "Eau de Seine", ironiquement qualifiée de "finement polluée" pour attirer l'attention sur l'investissement d'1,4 milliard d'euros de la Mairie de Paris pour nettoyer la Seine à l'occasion des JO. Cette action symbolique a pour but de dénoncer la dépense exorbitante et de questionner sur la durabilité de cette initiative,,.
Le 21 août 2024 il part à Kiev pour installer une série de six sculptures sans autorisation pour l’occasion de la journée de l’indépendance en Ukraine. « Le messager » sur la Poste principale, « La petite fille aux tournesols » sur socle vide de la statue de Mykola Shchors, « La petite fille à la balançoire » suspendue sur le pont de la rue de l’institut, une « Marelle » en forme de missile russe dessinée sur le sol du parc Taras Shevchenko, « La colombe » installée sur la place de l’indépendance et « L’attrape-cœur » sur la devanture du métro université,.
En septembre 2024, il part à Bristol pour installer deux nouvelles sculptures, l’enfant au bonnet d’âne (version anglaise) sur la place emblématique de Turbo Island, un point de repères pour de nombreux bristoliens. Et l’ours en peluche sur Le Gaol Ferry Bridge. Suivi d’une série d’installation de caméras de surveillance rouge dans la ville,.
Le vendredi 1er et samedi 2 novembre 2024, James Colomina installe une sculpture intitulée « SILENTIUM » dans une église désacralisée à Toulouse. Cette installation représente l’Abbé Pierre dans une pose qui suscite une profonde réflexion.
L’artiste dit « J’ai longtemps pensé que les symboles sacrés devaient rester intacts, au dessus de toute remise en question. Mais pourquoi fermer les yeux ? Si l’Eglise cache ces réalités, il appartient à la société de soulever le voile pour enfin voir ce qui a été enfoui sous des décennies de silence et s’interroger sur les cicatrices laissées par ce passé. » 
Il a créé cette installation pour les victimes d’abus et contre l’omerta de l’église,.
Dans la nuit du 18 au 19 décembre 2024, James Colomina, a installé une nouvelle sculpture. Cette fois, elle est sur la place de la République. Intitulée Santa Claus, elle représente un Père Noël allongé au sol. Sa tête et son torse sont écrasés par un immense paquet cadeau. "À travers cette installation, l’artiste interroge sur la surconsommation et les dérives matérialistes souvent associées à cette période festive", précise un communiqué.
Dans la nuit du 4 février 2025 James Colomina installe a nouveau une sculpture sans autorisation intitulé « Elon’s arm » sur une borne Tesla à Barcelone. Cette fois si en réaction au geste d’Elon Musk en plaçant le bras du milliardaire en salut nazi sur une borne de recharge Tesla. Une borne de recharge est censée alimenter l’avenir, insuffler de l’énergie, ouvrir une nouvelle ère. Mais ici, c’est autre chose qui se recharge. Comme une arme qu’on alimente, c’est souligner comment certains messages peuvent réactiver des références dangereuses et s’ancrer dans les esprits. « Avec cette oeuvre, je veux simplement rappeler que les symboles ont un rôle essentiel : ils peuvent éclairer ou aveugler, selon ce qu’on choisit d’y inscrire. » 
Lors de son passage a Barcelone, l’artiste a aussi installé un sculpture dans une niche situé dans le quartier du Raval. Une sculpture intitulée « L’attrape coeur » symbolisant un enfant masqué porteur d’espoir et de justice.
Pour commémorer le troisième anniversaire de l’invasion de l’Ukraine par la Russie, la poste ukrainienne (Ukrposhta) frappe fort avec une initiative artistique et engagée.
Ce projet, intitulé « Art vs War », s’inscrit dans la continuité des précédentes initiatives d’Ukrposhta, qui avait déjà mis en avant une œuvre de Banksy sur un timbre en 2023. Cette fois-ci, c’est James Colomina qui prête son art à cette cause, à travers des sculptures installées à Kiev en août 2024. Ces œuvres, devenues des symboles de la résilience ukrainienne, s’opposent à la brutalité de la guerre en mettant en lumière l’espoir et la solidarité internationale.
En mai 2025, James Colomina mène une série d’interventions urbaines à Tokyo, ville qu’il décrit comme « ultra-codée ». Ces installations clandestines interrogent la pression sociale, la surveillance, la solitude et la perte d’identité dans une société hypernormée. Parmi elles, Suspension, une sculpture représentant deux Salarymen pendus sous un pont, évoque la condition des travailleurs japonais comme soldats modernes du capitalisme. Avec The Red Eye, un ensemble de caméras de surveillance rouges installées dans l’espace public, l’artiste interroge la banalisation du contrôle et renverse la question de l’intrusion. The Briefcase, une mallette rouge d’où surgissent des membres humains, propose une réflexion sur la place de l’humain dans un monde régi par la performance et la fonction. L’Attrape-Cœur, figure masquée et capuchée postée en hauteur, cherche à éveiller une part d’humanité silencieuse. Enfin, Lose Yourselfexplore la dilution de l’individu dans la foule et la perte de repères dans une ville où tout va trop vite. Par ces œuvres éphémères, Colomina poursuit son langage visuel de résistance, combinant provocation plastique et profondeur symbolique.